# Comuna Bobeica, Hîncești
Comuna Bobeica este o comună din raionul Hîncești, Republica Moldova. Este formată din satele Bobeica (sat-reședință), Dahnovici și Drăgușeni.

## Demografie
Conform datelor recensământului din 2014, comuna are o populație de 2.565 de locuitori. La recensământul din 2004 erau 3.118 locuitori.

## Administrație și politică
Componența Consiliului local Bobeica (11 consilieri), ales la 5 noiembrie 2023, este următoarea:
|  | Partid                           | Consilieri | Componență | Componență | Componență | Componență | Componență | Componență | Componență | Componență |
|  | -------------------------------- | ---------- | ---------- | ---------- | ---------- | ---------- | ---------- | ---------- | ---------- | ---------- |
|  | Partidul Acțiune și Solidaritate | 8          |            |            |            |            |            |            |            |            |
|  | Partidul Schimbării              | 3          |            |            |            |            |            |            |            |            |